# ۲۳ اکتبر
۲۳ اکتبر در تقویم گرگوری، دویست و نود و ششمین (در سال‌های کبیسه دویست و نود و هفتمین) روز سال است. ۶۹ روز تا پایان سال باقی است.

## رویدادها
- ۲۰۱۱ - زلزله ۷٫۱ ریشتری در استان وان ترکیه بیش از ۶۰۰ تن را به کشتن داد.

## زادروزها
- ۱۸۱۳ - لودویگ لایشهارت، جهانگرد آلمانی.
- ۱۸۷۶ - فرانتس اشلگل‌برگر، وزیر دادگستری اهل آلمان نازی.
- ۱۸۸۰ - دومینیکوس بوم، معمار آلمانی.
- ۱۹۱۵ - سیمو پوپپونن، نویسنده و روزنامه‌نگار اهل فنلاند.
- ۱۹۲۷ - لشک کولاکوفسکی، فیلسوف و متفکر لهستانی.
- ۱۹۳۲ - واسیلی بلوف، نویسنده اهل روسیه.
- ۱۹۴۰ - پله، بازیکن فوتبال برزیلی.
- ۱۹۴۰ - الی گرینویچ، موسیقی‌دان آمریکایی.
- ۱۹۵۱ - آنخل د آندرس لوپس، بازیگر اسپانیایی.
- ۱۹۵۴ - انگ لی، کارگردان چینی.
- ۱۹۵۷ - پل کاگامه، رئیس جمهور رواندا.
- ۱۹۵۹ - سم ریمی، کارگردان و فیلم‌نامه‌نویس آمریکایی.
- ۱۹۶۶ - الکس زاناردی، دوچرخه‌سوار و راننده مسابقات اتومبیل‌رانی ایتالیایی.
- ۱۹۷۲ - دومینیکا پالتا، بازیگر مکزیکی.
- ۱۹۷۶ - رایان رینولدز، بازیگر کانادایی-آمریکایی.
- ۱۹۸۱ - لتیسیا دلرا، بازیگر اسپانیایی.
- ۱۹۸۶ - امیلیا کلارک، بازیگر انگلیسی.
- ۱۹۸۷ - کارملا، کشتی‌گیر و مدل آمریکایی.
- ۱۹۸۹ - آندری یارمولنکو، بازیکن فوتبال اهل اوکراین.
- ۱۹۹۳ - جوش رفلز، بازیکن فوتبال اهل بریتانیا.
- ۱۹۹۹ - یوی کوبایاشی، مدل و موسیقی‌دان ژاپنی.

## مرگ‌ها
- ۱۸۶۹ - ادوارد اسمیت دربی، سیاستمدار بریتانیایی.
- ۱۸۷۲ - تئوفیل گوتیه، شاعر و نویسنده فرانسوی.
- ۱۹۱۰ - چولالونگ کورن، پنجمین پادشاه تایلند.
- ۱۹۱۵ - دابلیو. جی. گریس، بازیکن کریکت بریتانیایی.
- ۱۹۳۵ - چارلز دموث، نقاش آمریکایی.
- ۱۹۴۴ - چارلز گلوور بارکلا، فیزیک‌دان انگلیسی.
- ۱۹۵۰ - آل جولسون، بازیگر و کمدین آمریکایی.
- ۱۹۶۴ - ناظم الغزالی، خواننده عراقی.
- ۱۹۸۳ - جسیکا ساویچ، خبرنگار و روزنامه‌نگار آمریکایی.
- ۱۹۹۰ - لوئی آلتوسر، فیلسوف مارکسیست فرانسوی.
- ۲۰۰۳ - سونگ می لینگ، سیاستمدار چینی.
- ۲۰۰۵ - ویلیام هوتکینز، بازیگر و صدا پیشه آمریکایی.
- ۲۰۱۱ - هربرت هاپتمن، ریاضی‌دان آمریکایی.
- ۲۰۱۶ - ویم ون در فورت، اسکیت‌باز اهل پادشاهی هلند.
- ۲۰۱۸ - تود رید، تنیس‌باز اهل استرالیا.
- ۲۰۲۱. حسن حنفی، متفکر مسلمان و مصری

## مناسبت ها
- روز ملی شیمی در کشورهای آمریکا، کانادا و استرالیا[۱]